# 圣路易 (摩泽尔省)
圣路易（法語：Saint-Louis，法語發音：[sɛ̃ lwi] ⓘ；洛林法兰克语：Sînt-Lui）是法国大东部大区摩泽尔省的一个市镇，属于萨尔堡-萨兰堡区。

## 地理
圣路易（48°42'58"N, 7°11'17"E）面积9.28 平方千米，位于法国大東部大區摩泽尔省，该省份为法国东北部内陆省份，是洛林的一部分，西南接默尔特-摩泽尔省，东临下莱茵省，北与卢森堡和德国接壤。
与圣路易接壤的市镇（或旧市镇、城区）包括：阿尔兹维莱尔、加尔堡、贡茨维莱尔、阿塞尔堡、亨利多夫。

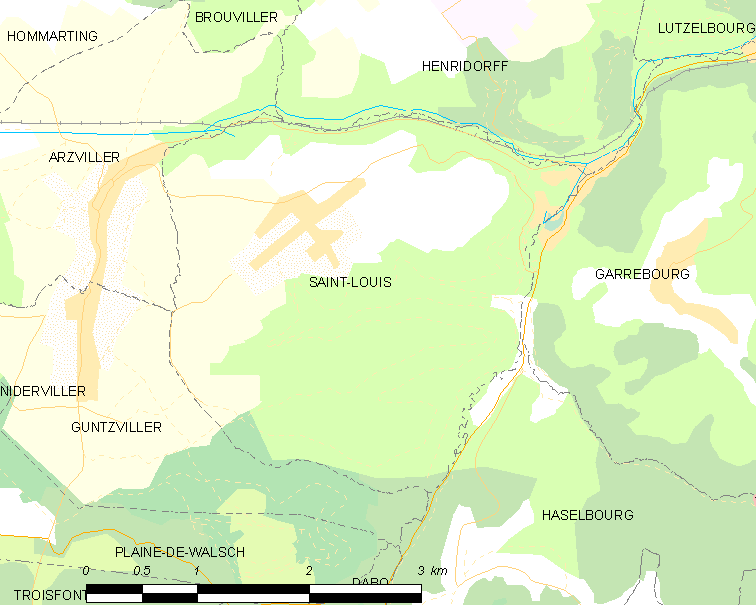
的OSM定位图

圣路易的时区为UTC+01:00、UTC+02:00（夏令时）。

## 行政
圣路易的邮政编码为57820，INSEE市镇编码为57618。

## 政治
圣路易所属的省级选区为法尔斯堡县。

## 人口

1962-2008年间人口变化图示

圣路易于2022年1月1日时的人口数量为622人。